# Goniagnathus lukjanovitshi
Goniagnathus lukjanovitshi är en insektsart som beskrevs av Kusnezov 1929. Goniagnathus lukjanovitshi ingår i släktet Goniagnathus och familjen dvärgstritar. Inga underarter finns listade i Catalogue of Life.